# 임페리얼 투구

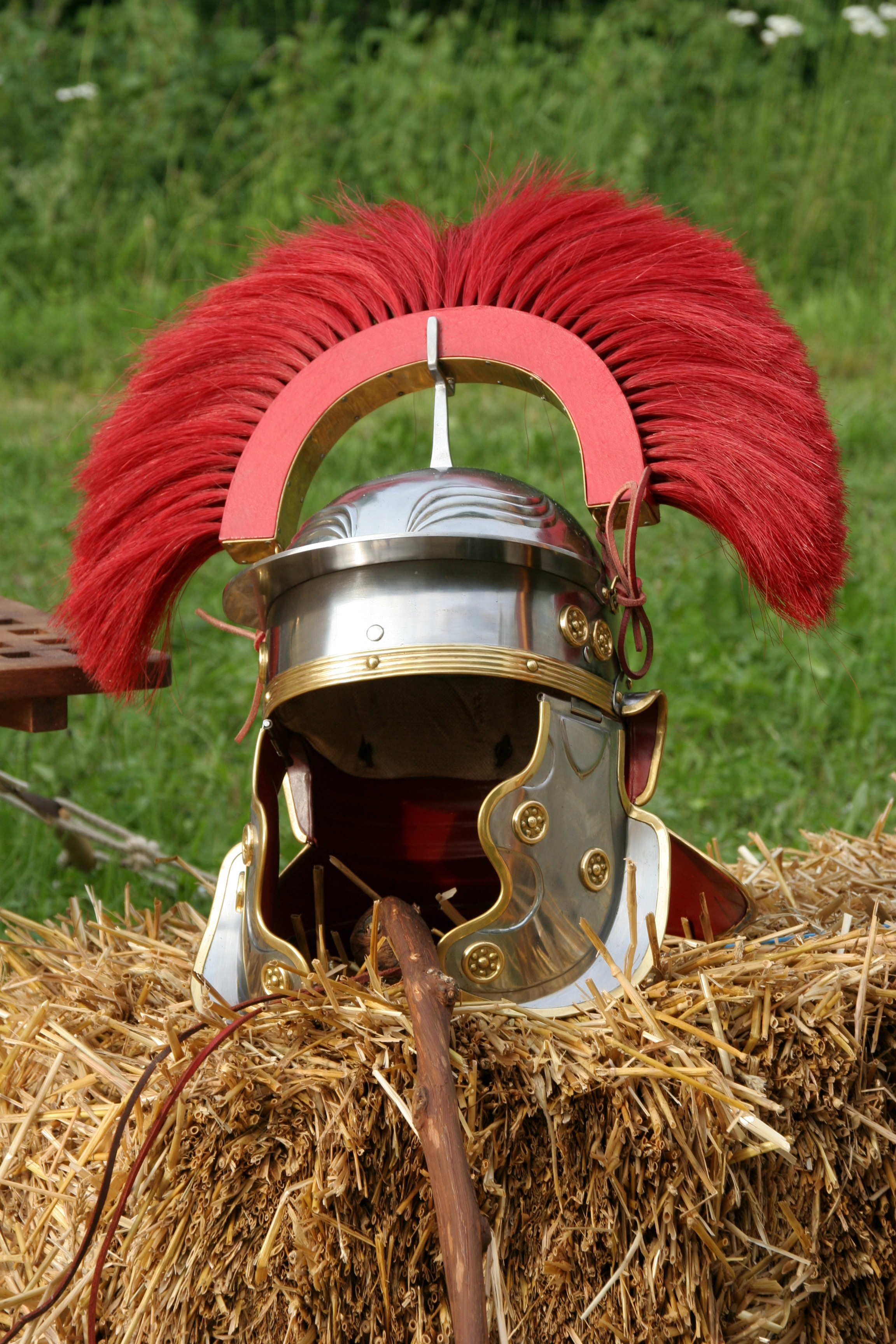

임페리얼 투구(영어: imperial helmet) 또는 바이제나우 투구(독일어: Weisenau)는 로마 군단에서 사용했던 투구이다. 쿨루스 투구를 대체하여 등장했으며, 갈레아(로마 군단병 투구)의 최후 진화단계이다.